# Miho
Miho (japanska: 美浦村?, Miho-mura) är en landskommun i Ibaraki prefektur i Japan. Den ligger vid sjön Kasumigaura.